# Lázaro Cárdenas, Erongarícuaro
Lázaro Cárdenas är en ort i Mexiko.   Den ligger i kommunen Erongarícuaro och delstaten Michoacán de Ocampo, i den södra delen av landet, 280 km väster om huvudstaden Mexico City. Lázaro Cárdenas ligger 2 414 meter över havet och antalet invånare är 555.
Terrängen runt Lázaro Cárdenas är kuperad. Runt Lázaro Cárdenas är det ganska tätbefolkat, med 104 invånare per kvadratkilometer. Närmaste större samhälle är Zacapú, 15,4 km norr om Lázaro Cárdenas. I omgivningarna runt Lázaro Cárdenas växer huvudsakligen savannskog.